# Natació al Campionat del Món de natació de 2015 – 1.500 metres lliures femení
Els 1.500 metres lliures femení es va celebrar el 3 i el 4 d'agost al Kazan Arena Stadium a Kazan.

## Rècords
Els rècords del món abans de començar la prova:
| Rècord del món       | Katie Ledecky, Estats Units | 15:28,36 | Gold Coast, Austràlia | 28 d'agost de 2014 |
| Rècord del campionat | Katie Ledecky, Estats Units | 15:36,53 | Barcelona, Catalunya  | 4 d'agost de 2015  |

Durant el trascurs de la prova es van batre els següents rècords:
| Data      | Prova  | Nom           | País         | Temps    | Rècord |
| --------- | ------ | ------------- | ------------ | -------- | ------ |
| 3 d'agost | Sèries | Katie Ledecky | Estats Units | 15:27,71 | WR     |
| 4 d'agost | Final  | Katie Ledecky | Estats Units | 15:25,48 | WR     |

## Resultats
Les sèries es van disputar a les 10:56.

   *   Finalistes
| Posició | Sèrie | Carril | Nom                   | País            | Temps    | Notes |
| ------- | ----- | ------ | --------------------- | --------------- | -------- | ----- |
| 1       | 3     | 4      | Katie Ledecky         | Estats Units    | 15:27,71 | Q, WR |
| 2       | 2     | 5      | Lotte Friis           | Dinamarca       | 15:54,23 | Q     |
| 3       | 3     | 5      | Jessica Ashwood       | Austràlia       | 15:56,52 | Q     |
| 4       | 2     | 8      | Kristel Köbrich       | Xile            | 16:01,63 | Q     |
| 5       | 2     | 4      | Lauren Boyle          | Nova Zelanda    | 16:02,84 | Q     |
| 6       | 3     | 3      | Boglárka Kapás        | Hongria         | 16:06,25 | Q     |
| 7       | 2     | 3      | Sharon van Rouwendaal | Països Baixos   | 16:09,12 | Q     |
| 8       | 3     | 7      | Aurora Ponsele        | Itàlia          | 16:12,01 | Q     |
| 9       | 3     | 2      | Leonie Beck           | Alemanya        | 16:13,73 |       |
| 10      | 2     | 7      | Jessica Thielmann     | Regne Unit      | 16:21,21 |       |
| 11      | 2     | 0      | Gaja Natlačen         | Eslovènia       | 16:24,83 |       |
| 12      | 2     | 6      | Isabelle Härle        | Alemanya        | 16:25,04 |       |
| 13      | 3     | 6      | Martina Caramignoli   | Itàlia          | 16:27,13 |       |
| 14      | 3     | 0      | Wang Guoyue           | R.P. de la Xina | 16:28,18 |       |
| 15      | 2     | 2      | Tjasa Oder            | Eslovènia       | 16:31,22 |       |
| 16      | 2     | 1      | Julia Hassler         | Liechtenstein   | 16:32,04 |       |
| 17      | 1     | 5      | Valerie Gruest        | Guatemala       | 16:34,81 |       |
| 18      | 3     | 1      | Katy Campbell         | Estats Units    | 16:39,98 |       |
| 19      | 1     | 4      | Monique Olivier       | Luxemburg       | 16:43,21 |       |
| 20      | 2     | 9      | Montserrat Ortuño     | Mèxic           | 16:43,64 |       |
| 21      | 3     | 8      | Samantha Arévalo      | Equador         | 16:48,52 |       |
| 22      | 3     | 9      | Martina Elhenická     | Txèquia         | 16:50,22 |       |
| 23      | 1     | 3      | Rachel Tseng          | Singapur        | 17:26,53 |       |
| 24      | 1     | 6      | Lena Rannvaardottir   | Illes Fèroe     | 18:21,09 |       |
| 25      | 1     | 2      | Bo-Anne Bos           | Curaçao         | 18:57,27 |       |

### Final
La final es va disputar el 4 d'agost a les 18:05.

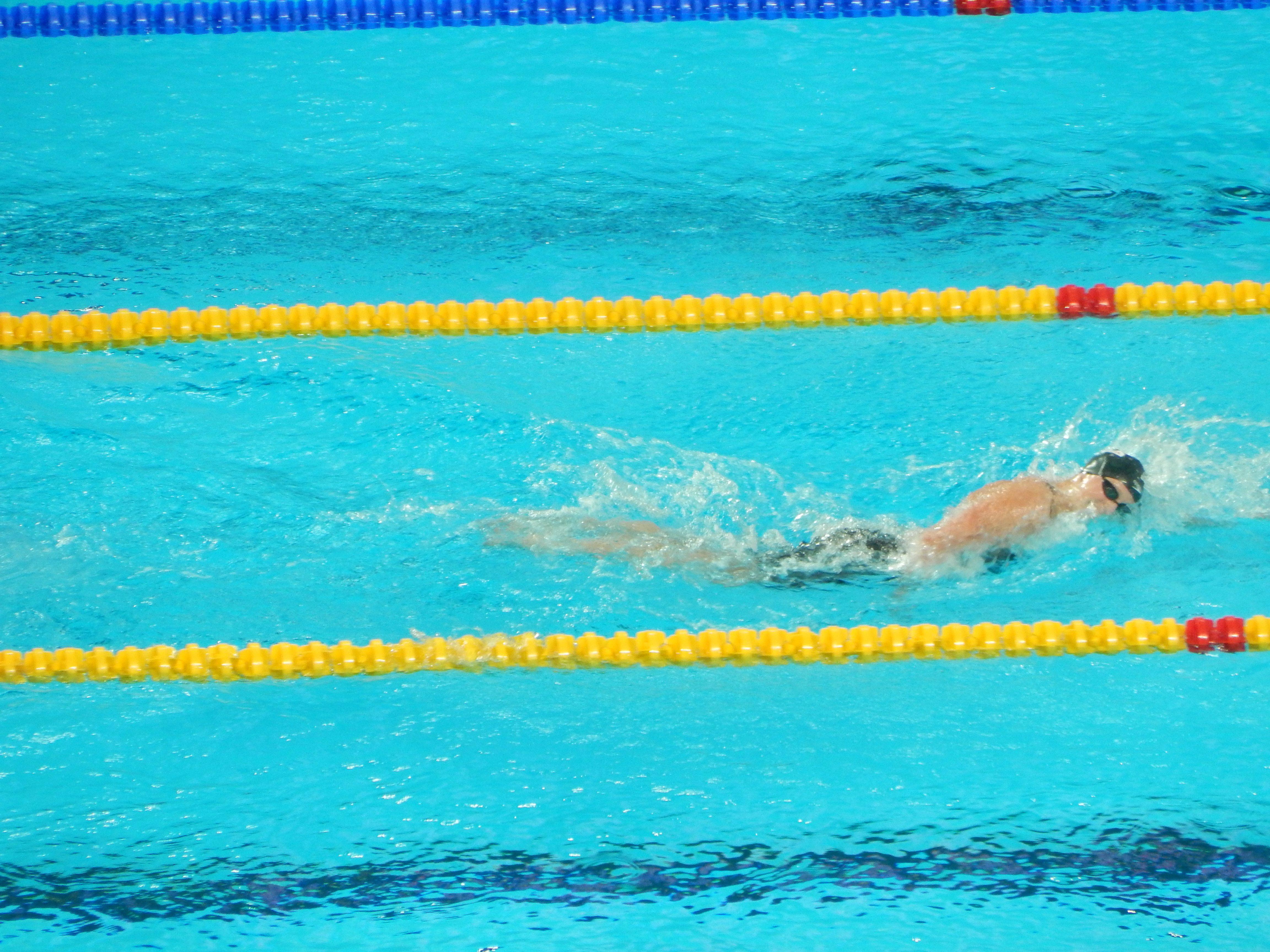
Ledecky aconsegueix l'or i el rècord del món

| Posició | Carril | Nom                   | País          | Temps    | Notes |
| ------- | ------ | --------------------- | ------------- | -------- | ----- |
| 1       | 4      | Katie Ledecky         | Estats Units  | 15:25,48 | WR    |
| 2       | 2      | Lauren Boyle          | Nova Zelanda  | 15:40,14 | OC    |
| 3       | 7      | Boglárka Kapás        | Hongria       | 15:47,09 | NR    |
| 4       | 5      | Lotte Friis           | Dinamarca     | 15:49,00 |       |
| 5       | 3      | Jessica Ashwood       | Austràlia     | 15:52,17 | NR    |
| 6       | 1      | Sharon van Rouwendaal | Països Baixos | 16:03,74 |       |
| 7       | 6      | Kristel Köbrich       | Xile          | 16:06,55 |       |
| 8       | 8      | Aurora Ponsele        | Itàlia        | 16:09,57 |       |